# Marchese di Linlithgow
Marchese di Linlithgow, nel West Lothian, è un titolo nel pari del Regno Unito. È stato creato nel 1902 per John Hope, VII conte di Hopetoun.
Questo ramo della famiglia Hope discende da Sir Charles Hope, nipote di Sir James Hope, sesto figlio di Sir Thomas Hope, I baronetto di Craighall. Nel 1703 fu creato Lord Hope, visconte di Aithrie e conte di Hopetoun nel pari di Scozia. In seguito ha lavorato come Lord luogotenente del Linlithgowshire e governatore della Bank of Scotland. Lord Hopetoun sposò Lady Henrietta, unica figlia superstite di William Johnstone, I marchese di Annandale. Gli succedette suo figlio maggiore, il secondo conte. Nel 1763 succedette a un suo parente come IV Baronetto di Kirkliston.
Suo figlio, il terzo conte, fu Lord luogotenente del Linlithgowshire (1794-1816) e si sedette nella Camera dei lord come pari scozzese (1784-1794). Nel 1792 gli succedette il prozio come V conte di Annandale Hartfell, anche se non ha mai sostenuto con successo questo titolo. Nel 1809 fu creato barone Hopetoun, di Hopetoun nella contea di Linlithgow, nel pari del Regno Unito. Morì senza eredi maschi e la contea passò alla figlia Lady Anne. Lord Hopetoun succedette al fratellastro, il quarto conte. Era un generale dell'esercito, sedeva come membro del Parlamento per Linlithgow e fu Lord luogotenente del Linlithgowshire. Nel 1814, è stato elevato al pari del Regno Unito nel suo pieno diritto, come barone Niddry.
Gli succedette il figlio, il V conte che fu Lord luogotenente del Linlithgowshire. Suo figlio, il VI conte, è stato Lord luogotenente del Linlithgowshire. Gli succedette suo figlio, il VII conte, amministratore del primo piano coloniale e conservatore che fu governatore di Victoria, come il primo Governatore Generale dell'Australia e come Segretario di Stato per la Scozia. Nel 1902 fu creato marchese di Linlithgow, nella contea di Linlithgow o West Lothian. Suo figlio, il II marchese, era un politico e fu viceré d'India (1936-1943). Gli succedette suo figlio, il III marchese, Luogotenente di West Lothian (1964-1985). A partire dal 2010 i titoli sono detenuti dal suo unico figlio, il quarto marchese, che gli succedette nel 1985.

## Conti di Hopetoun (1703)
- Charles Hope, I conte di Hopetoun (1681-1742)
- John Hope, II conte di Hopetoun (1681-1742)
- James Hope, III conte di Hopetoun (1741-1816)
- John Hope, IV conte di Hopetoun (1765-1823)
- John Hope, V conte di Hopetoun (1803-1843)
- John Hope, VI conte di Hopetoun (1831-1873)
- John Hope, VII conte di Hopetoun (1860-1908) (creato marchese di Linlithgow nel 1902)

## Marchesi di Linlithgow (1902)
- John Hope, I marchese di Linlithgow (1860-1908)
- Victor Hope, II marchese di Linlithgow (1887-1952)
- Charles Hope, III marchese di Linlithgow (1912-1987)
- Adrian Hope, IV marchese di Linlithgow (1946)

L'erede è il figlio maggiore del marchese, Andrew Victor Arthur Charles Hope, conte di Hopetoun (1969).